# دهستان درگس
دهستان درگس، یکی از دهستان‌های بخش باهوکلات شهرستان دشتیاری در استان سیستان و بلوچستان ایران است. مرکز این دهستان، روستای درگس است.

## جمعیت
بر پایه سرشماری عمومی نفوس و مسکن در سال ۱۳۹۵، جمعیت دهستان درگس برابر با ۱۰٬۸۲۸ نفر بوده‌است.